# Evaldo Amaral
Evaldo Amaral (Lages, 9 de julho de 1924 – Florianópolis, 19 de julho de 2016) foi um político brasileiro.

## Vida
Filho de Eduardo do Amaral e de Luisa Amaral.

## Carreira
Foi Prefeito de Curitibanos de 17 de junho de 1956 a 13 de janeiro de 1959, quando assumiu como deputado estadual;
Foi deputado à Assembleia Legislativa de Santa Catarina na 4ª legislatura (1959 — 1963), na 6ª legislatura (1967 — 1971), na 7ª legislatura (1971 — 1975).
Foi deputado à Câmara dos Deputados na 46ª legislatura (1979 — 1983).